# Le Combat final de Majin
Série Trilogie Majin
Le Retour de Majin
(1966)
Pour plus de détails, voir Fiche technique et Distribution.
Le Combat final de Majin (大魔神逆襲, Daimajin gyakushū) est un film japonais réalisé par Kazuo Mori, sorti en 1966. Il est le dernier film d'une trilogie qui a débuté avec Majin et Le Retour de Majin.

## Synopsis
Majin est de retour pour aider les enfants d'un village dont les pères sont retenus prisonniers comme esclaves du Seigneur Arakawa. Ces derniers fabriquent de la poudre à canon près d'une montagne volcanique d'où s'échappe des vapeurs de soufre.

## Fiche technique
- Titre : Le Combat final de Majin
- Titre original : 大魔神逆襲 (Daimajin gyakushū?)
- Titres anglais : Majin Strikes Again ; The Return of Majin[1]
- Réalisation : Kazuo Mori
- Réalisation des séquences avec effets spéciaux : Yoshiyuki Kuroda (ja)
- Scénario : Tetsurō Yoshida
- Photographie : Fujio Morita (ja) et Hiroshi Imai
- Montage : Hiroshi Yamada
- Effets spéciaux : Yoshiyuki Kuroda (ja)
- Musique : Akira Ifukube
- Producteur : Masaichi Nagata
- Société de production : Daiei
- Pays d'origine :  Japon
- Langue originale : japonais
- Format : couleur (Eastmancolor) - 2,35:1 (Daieiscope) - 35 mm -  son mono
- Genre : fantastique - kaiju eiga - chanbara
- Durée : 87 minutes[2] (métrage : 8 bobines - 2 391 m[2])
- Date de sortie :
  - Japon : 10 décembre 1966[2]

## Distribution
- Riki Hashimoto (ja) : Majin
- Hideki Ninomiya : Tsurukichi
- Shinji Hori : Daisaku
- Masahide Iizuka : Kinta
- Muneyuki Nagatomo : Sugimatsu
- Jun'ichirō Yamashita (ja)
- Tōru Abe : Arakawa
- Takashi Nakamura
- Tanie Kitabayashi : vieille femme

## Production
Conçue par la Daiei, la série combine le savoir-faire du studio dans les genres du chanbara et du kaiju eiga, les trois films de la « trilogie Majin » ont été tournés en même temps, mais sont sortis sur une période de neuf mois : avril, août et décembre 1966 pour le dernier opus. Ils sont le fruit de la collaboration de Yoshiyuki Kuroda (ja) qui a tourné toutes les séquences avec effets spéciaux avec les trois réalisateurs Kimiyoshi Yasuda, Kenji Misumi et Kazuo Mori.

## Sortie vidéo
La trilogie Majin sort en coffret DVD/Blu-ray le 25 mars 2020, édité par Le Chat qui fume, avec en plus des trois films (Majin, Le Retour de Majin, Le Combat final de Majin) un retour sur la saga par le journaliste de Mad Movies Fabien Mauro (40'), et un entretien avec le scénariste Fathi Beddiar (42').